# مجموعه بناهای نجفی
مجموعه بناهای نجفی مربوط به دوره قاجار - دوره پهلوی اول است و در بابل، بافت قدیم شهر، محله نقیب کلا واقع شده و این اثر در تاریخ ۲۵ اسفند ۱۳۸۰ با شمارهٔ ثبت ۵۶۷۳ به‌عنوان یکی از آثار ملی ایران به ثبت رسیده است.